# Kyselina aminotris(methylenfosfonová)
Kyselina aminotris(methylenfosfonová) je fosfonová kyselina se vzorcem N(CH2PO3H2)3, která funguje jako chelatační činidlo. Připravuje se Mannichovou reakcí amoniaku, formaldehydu a kyseliny fosforečné.

## Vlastnosti
Tato kyselina díky svým chelatačním vlastnostem odstraňuje vodní kámen lépe než polyfosfáty. Je fosfonátovým analogem kyseliny nitrilotrioctové.